# Llorenç García-Barbón i Fernández de Henestrosa

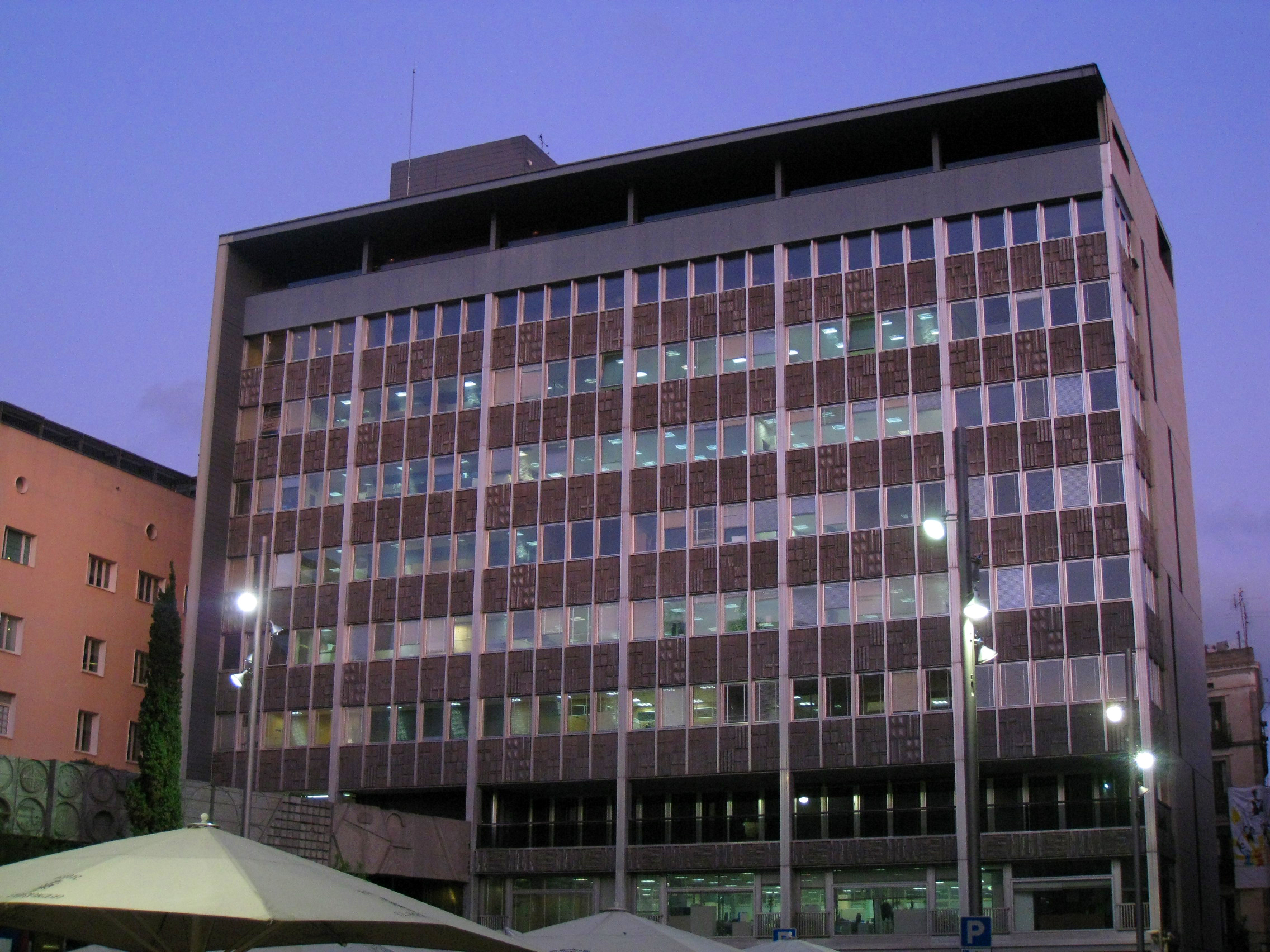
L'edifici Novíssim de l'Ajuntament de Barcelona, obra d'Enric Giralt i Ortet i Llorenç García-Barbón

Llorenç García-Barbón i Fernández de Henestrosa (castellà: Lorenzo García-Barbón Fernández de Henestrosa)  (Barcelona, 1915 - 6 de febrer de 1999) fou un arquitecte català.

## Biografia
Va estudiar a l'escola La Salle de Gràcia i es va titular en Arquitectura l'any 1944.
Fou nomenat arquitecte municipal el 1956, càrrec que va ocupar fins a l'any 1972. Va col·laborar l'any 1954 amb Francesc Mitjans a la construcció del Camp Nou del Futbol Club Barcelona, i una de les seves obres més conegudes fou l'edifici dEl Corte Inglés de la plaça de Catalunya de Barcelona.
L'any 1958 es va convocar el concurs per als projectes d'edificis complementaris de l'ajuntament de Barcelona, que va guanyar juntament amb Enric Giralt i Ortet, projectant junts l'edifici Novíssim de la Casa de la Ciutat inaugurat el 1970. Va col·laborar en la construcció de l'escola La Salle de Gràcia al carrer número 14 de la Plaça del Nord l'any 1967.

## Projectes i obres
- 1953-55: Palau Municipal d'Esports de Barcelona (amb Josep Soteras), Barcelona.
- 1954-1957: Camp Nou (amb Francesc Mitjans i Josep Soteras), Barcelona.
- 1955: Habitatges al carrer de Modolell 14-16, Barcelona.
- 1957: Fàbrica Huracan Motors al carrer dels Almogàvers, 122, Barcelona.
- 195?: Habitatges tipus E i F al polígon de Montbau, Barcelona.
- 1959: Habitatges tipus 3-A i 5-A al polígon Sud-oest del Besòs, Barcelona (amb Enric Giralt)
- 1959: Palau d'Esports Municipal (amb Josep Soteras), Madrid.
- 1959-1960: El Corte Inglés de la plaça de Catalunya, Barcelona.
- 1963: Edifici Novíssim de l'Ajuntament de Barcelona (amb Enric Giralt) a la plaça de Sant Miquel 14, Barcelona.
- 1973-194: Edifici El Corte Inglés/Diagonal, Barcelona.